# Honda CM400
La Honda CM400 es una motocicleta de calle producida por Honda Motor Company de 1979 a 1982, parte de una serie de modelos con el prefijo 'CM' que disponían de varias cilindradas de motor.

## Características
Fue una precursora de la serie Honda Rebel. Estaba equipada con arranque eléctrico y encendido electrónico. La gama de modelos incluía la CM400A (automática), la CM400C (personalizada), la CM400E (económica) y la CM400T (Touring). La CM400C se produjo solo en 1981, lo que la convierte en uno de los modelos más raros.
La serie Honda CM generalmente se parecía a los modelos de asiento plano de estilo antiguo de las décadas de 1960 y 1970, con la excepción de un asiento ligeramente elevado para el pasajero y pequeños carenados de plástico para la batería y el sistema eléctrico. Eran motocicletas de estilo "estándar", pero disponían de algunos elementos de los modelos cruiser (asiento escalonado, mayor ángulo de horquilla, cromo adicional).
La serie CM400 incluía solo un velocímetro y tres luces indicadoras (neutral, presión de aceite, luz de carretera) con un tacómetro para los modelos C y T. El modelo E (económico) tenía ruedas con radios de alambre y frenos de tambor, mientras que los otros tenían ruedas Comstar y una configuración de freno de disco delantero y tambor trasero. El no ser particularmente potente, la convertía en un modelo de iniciación adecuado.
Muchos componentes del motor eran comunes con los modelos Honda CB400T del mismo año. El motor bicilíndrico paralelo tenía tres válvulas por cilindro (dos de admisión, una de escape) y una transmisión manual de cinco velocidades o automática de dos velocidades.
En 1982, el motor CM se recreció a un motor de 447 cm³ (0,4 L), y la serie pasó a llamarse CM450.

## En la cultura popular
- En la película de 1984 Purple Rain, el cantante Prince, en el papel de The Kid, montaba un Honda CM400 personalizada, con la que también aparece en la portada del disco de la banda sonora de la película.[3]